# Puériculture

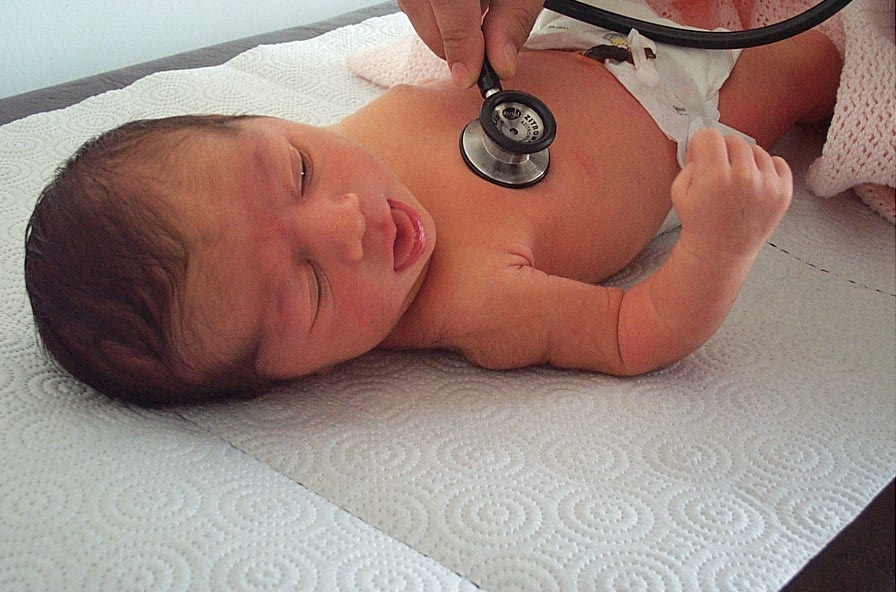
Examen d'un nouveau-né

La puériculture est l'ensemble des pratiques et des savoirs qui se rattachent au fait de soigner des enfants en bas âge.
Le terme de puériculture apparaît en 1883 et est inventé par le docteur Caron. La pratique de la puériculture se fait néanmoins depuis bien plus de temps. En effet, dès l'Antiquité, les philosophes Grecs s'y intéressaient. Ils faisaient, à l'époque, des recommandations pour l'hygiène, les soins ou encore l'alimentation des bébés et nouveau-nés.

## Définition du métier

### En France
Le métier est exercé par un(e) puériculteur (rice); il (elle) est un(e) infirmièr(e) ou sage-femme diplômé(e) ayant fait la spécialisation de puériculture. Il (Elle) s'occupe de l'enfant de 0 à 15 ans en respectant ses besoins. Il (Elle) intervient dans la prévention, promotion de la santé. Il (Elle) réalise les soins du prématuré en néonatalogie et de l'adolescent hospitalisé.